# Christa Ehrmann-Hämmerle
Christa Ehrmann-Hämmerle (* 31. Oktober 1957 als Christa Hämmerle in Schaffhausen am Rhein) ist eine in der Schweiz geborene österreichische Historikerin. Sie ist außerordentliche Professorin für Neuere Geschichte an der Universität Wien. Ihre Arbeitsschwerpunkte sind die Geschichte von Krieg, Militär und Gewalt, Frauen- und Geschlechtergeschichte, Geschichte der Emotionen und Sozialgeschichte des 19. und 20. Jahrhunderts sowie Auto/Biografieforschung.

## Leben und Werk
Christa Hämmerle war ab 1986 bis 1993 wissenschaftliche Mitarbeiterin der vom Sozialhistoriker Michael Mitterauer gegründeten Dokumentation lebensgeschichtlicher Aufzeichnungen am Institut für Wirtschafts- und Sozialgeschichte der Universität Wien. In einem ihrer ersten Forschungsprojekte beschäftigte sie sich mit einem bis dahin unerforschtem Thema, der Kindheit im Ersten Weltkrieg. Darin argumentiert sie, dass es im Ersten Weltkrieg zu einer sehr weitgehenden „Aufhebung von Kindheit als Schonraum und Instrumentalisierung der Kindheit durch den kriegsführenden Staat“ gekommen sei.
Ihre Promotion erschrieb sie sich 1996 mit der Arbeit Zu Formen weiblicher Kriegsfürsorge im Ersten Weltkrieg unter dem Titel „Zur Liebesarbeit sind wir hier, Soldatenstrümpfe stricken wir ...“, ihre Habilitation 2001 mit ihren Studien zu Alltag – Krieg – Geschlecht. Im selben Jahr wurde sie außerordentliche Professorin am Institut für Geschichte an der Universität Wien. Seither hat sich Christa Ehrmann-Hämmerle in der internationalen Kriegsforschung einen Namen gemacht und „mit ihrer Arbeit zum besseren Verständnis der Geschlechterrollen während des Ersten Weltkrieges beigetragen.“ (Renata Schmidtkunz)
Diverse Forschungsaufenthalte führten Christa Hämmerle vor allem nach Deutschland, Frankreich, Großbritannien und Norwegen. Zwischen 2009 und 2012 war sie Humboldt-Stipendiatin für erfahrene Wissenschaftler und 2013 Gastwissenschaftlerin am Max-Planck-Institut für Bildungsforschung, Berlin, im Forschungsbereich „Geschichte der Gefühle“.
Ihr 2014 erschienenes Buch Heimat, Front versammelt verschiedene Themenfelder zur Geschlechtergeschichte des Ersten Weltkriegs in Österreich-Ungarn. Darin behandelt sie unter anderem Feldpostbriefe, Kriegskrankenschwestern, die Kriegsfürsorge österreichischer Frauenvereine und Schulen sowie soldatische Erinnerungskultur nach 1918. Im Jahr 2022 veröffentlichte sie eine umfangreiche Monografie zur Geschichte der Allgemeinen Wehrpflicht in Österreich-Ungarn vor dem Ersten Weltkrieg, die hier im Kontext legistischer und sozialer Militarisierungsprozesse, eines neuen Selbstverständnisses des Militärs als „Schule der Männlichkeit“ und als Erfahrungsgeschichte („Geschichte von unten“) ehemaliger Mannschaftssoldaten der k. (u.) k. Armee analysiert wird.
Christa Hämmerle hat am Institut für Geschichte der Universität Wien seit den 1990er-Jahren mehrere Schwerpunkte der Frauen- und Geschlechtergeschichte mit aufgebaut. Gemeinsam mit Edith Saurer, gestaltete sie im Rahmen der „Arbeitsgruppe Frauen und Geschlechtergeschichte“. und der Forschungsplattform „Neuverortung der Frauen- und Geschlechtergeschichte im veränderten europäischen Kontext“ verschiedene Projekte. Die am Institut für Geschichte der Universität Wien verankerte „Sammlung Frauennachlässe“ (SFN) leitete sie von 2002, zu Beginn zusammen mit Edith Saurer, bis zum Jahr 2023. Von 2011 bis 2013 war sie Sprecherin des Arbeitskreises Historische Friedensforschung sowie von 2011 bis 2016 Mitherausgeberin der Schriftenreihe Frieden & Krieg. Von 2017 bis 2022 gehörte sie dem Herausgebergremium der im Schöningh-Verlag erscheinenden Reihe Krieg in der Geschichte an. Christa Hämmerle ist außerdem Mitbegründerin und geschäftsführende Herausgeberin (seit 2017 gemeinsam mit Claudia Kraft, Sandra Maß und Claudia Opitz-Belakhal) der wissenschaftlichen Fachzeitschrift L’Homme, deren Redaktion sie seit 2004 leitet, und gehört seit 2012 dem Advisory Committee von Krieg und Literatur / War and Literature und dem wissenschaftlichen Beirat von Body Politics. Zeitschrift für Körpergeschichte an.
Zu ihren weiteren wissenschaftlichen Aktivitäten gehören seit 2016 die Mitgliedschaft im Steering Committee von SVAC – International Research Group „Sexual Violence in Armed Conflicts“ und im Scientific Committee des European Journal of Nursing History and Ethics, seit 2018 auch im Comité de lecture von Genre & Histoire und seit 2019 im Fachbeirat des Frauenmuseums Hittisau. An der Universität Wien ist Christa Hämmerle des Weiteren seit 2019 Sprecherin der von ihr initiierten Forschungsgruppe der Historisch-Kulturwissenschaftlichen Fakultät zu „Sexuelle Gewalt im Ersten Weltkrieg: Militärgerichtsakten der k. u. k. Armee und Selbstzeugnisse als Quellen“ und seit 2020 Mitglied der interdisziplinären Forschungsplattform „GAIN – Gender: Ambivalent I Visiblities“.
Hämmerle ist zum 1. Oktober 2023 in den Ruhestand getreten. Sie wurde am 6. Oktober 2023 mit einem großen Fest verabschiedet. Die Laudatio wurde von Wolfgang Schmale gehalten.

## Auszeichnungen
- 1999: Käthe-Leichter-Preis

## Schriften (Auswahl)
- Heimat, Front. Geschlechtergeschichte(n) des Ersten Weltkriegs in Österreich-Ungarn, Böhlau, Wien/Köln/Weimar 2014.
- Alltag – Krieg – Geschlecht. Studien zur Geschichte des 19. und 20. Jahrhunderts, Wien 2001 (Habil.-Schrift).
- „Zur Liebesarbeit sind wir hier, Soldatenstrümpfe stricken wir …“. Zu Formen weiblicher Kriegsfürsorge im ersten Weltkrieg, Wien 1996 (Dissertation).

Herausgeberschaft
- Gender and the First World War (mit Oswald Überegger und Birgitta Bader-Zaar), Palgrave Macmillan, New York 2014.
- Des Kaisers Knechte. Erinnerungen an die Rekrutenzeit im k.(u.)k. Heer 1868 bis 1914, Böhlau, Wien/Köln/Weimar 2012.
- Section Editor Home Front (gemeinsam mit Michael Geyer, University of Chicago, und Pierre Purseigle, University of Birmingham), in: 1914–1918 online. International Encyclopedia of the First World War.
- Gender politics in central Asia. Historical perspectives and current living conditions of women (= L’Homme-Schriften, Bd. 18), Böhlau, Wien/Köln/Weimar 2008.
- Krise(n) der Männlichkeit? (= L’Homme-Schriften, Bd. 18, mit Claudia Opitz-Belakhal), Böhlau, Wien/Köln/Weimar 2008.
- Briefkulturen und ihr Geschlecht. Zur Geschichte der privaten Korrespondenz vom 16. Jahrhundert bis heute (mit Edith Saurer), Böhlau, Wien/Köln/Weimar 2003.
- Kindheit im Ersten Weltkrieg, mit Beiträgen, einem Vorwort und Nachwort von Christa Hämmerle, Böhlau, Wien/Köln/Weimar 1993.[15]
- Aus dem Leben einer Hebamme (mit Maria Horner), Böhlau, Wien/Köln/Weimar 1985, 2. Aufl. 1994.

Buchbeiträge
- Between Instrumentalisation and Self-Governing: (Female) Ego-Documents in The European Age of Total War, in: Francois-Joseph Ruggiu (Hrsg.): The Uses of First Person Writings. Africa, America, Asia, Europe/Les usages des écrits du for privé. Afrique, Amérique, Asie, Europe. Peter Lang, Bruxelles 2013, S. 263–284.
- „… dort wurden wir dressiert und sekiert und geschlagen …“. Vom Drill, dem Disziplinarstrafrecht und Soldatenmisshandlungen im Heer (1868 bis 1914), in: Laurence Cole, Christa Hämmerle and Martin Scheutz (Hrsg.): Glanz – Gewalt – Gehorsam. Militär und Gesellschaft in der Habsburgermonarchie (1800 bis 1918), Klartext Verlagsgesellschaft, Essen 2011, S. 31–54.
- „Es ist immer der Mann, der den Krieg entscheidet und nicht die Waffe …“, in: Hermann J. W. Kuprian, Oswald Überegger: Der Erste Weltkrieg im Alpenraum. Erfahrung, Deutung, Erinnerung. La Grande Guerra nell’arco alpino. Esperienze e memoria, Innsbruck 2006.
- Zur Relevanz des Connell’schen Konzepts hegemonialer Männlichkeit für »Militär und Männlichkeit/en in der Habsburgermonarchie (1868–1914/1918)«, in: Martin Dinges (Hrsg.): Männer – Macht – Körper. Hegemoniale Männlichkeiten vom Mittelalter bis heute, Campus, Frankfurt am Main 2005.